# Marian Radwan
Marian Radwan (ur. 21 grudnia 1936 w  Witkowicach) – polski historyk, ksiądz sercanin, badacz dziejów XIX wieku.

## Życiorys
Po maturze w liceum w Kętach wstąpił do Zgromadzenia sercanów, a nowicjat odbył w Mszanie Dolnej „Na Lachówce”, gdzie 4 grudnia 1954 złożył pierwszą profesję zakonną. Po studiach w seminarium w Tarnowie, 26 czerwca 1960 w katedrze otrzymał święcenia kapłańskie z rąk bpa Karola Pękali. Doktorat w 1973 (Proces sekularyzacji a rola społeczna kapłana) na KUL. Habilitacja w 2002 (Carat wobec Kościoła greckokatolickiego w zaborze rosyjskim 1796-1839) tamże. Pracował m.in. w Sekcji Historii Katolickiego Uniwersytetu Lubelskiego. Członek Towarzystwa Naukowego Katolickiego Uniwersytetu Lubelskiego. Zainteresowania naukowe skupiają się na historii Rosji nowożytnej ze szczególnym uwzględnieniem dziejów Kościoła katolickiego i unickiego na tych terenach. 

## Wybrane publikacje[2]
- Ile kościołów brakuje w miastach? Urbanizacja a sieć parafialna: Polska 1980, Lublin: "Spotkania" 1981.
- Belarus, Lithuania, Poland, Ukraine. The foundations of historical and cultural traditions in East Central Europe: international conference, Rome, 28 April - 6 May 1990, ed. Jerzy Kłoczowski, Jarosław Pelenski, Marian Radwan, Jan Skarbek, Stefan Wylężek, Lublin: Institute of East Central Europe - Rome: Foundation John Paul II 1994.
- Inwentarz materiałów do dziejów Kościoła katolickiego w Archiwum Wileńskiego Gubernatora Wojennego, oprac. Marian Radwan, Lublin: Instytut Europy Środkowo-Wschodniej, 1997.
- Jan Borejko-Chodźko, Diecezja Mińska około 1830 roku, t. 1-2, oprac. i wydał Marian Radwan, Lublin: Instytut Europy Środkowo-Wschodniej 1998.
- Inventarium documentorum et actorum ecclesiae Mohiloviensis ac Minscensis (1783-1917) indices, t. 1, ed. Marianus Radwan, Minsk: Depositum Historicum 1998.
- Inwentarz materiałów do dziejów kościoła katolickiego w Archiwum Grodzieńskiego Gubernatora Cywilnego, oprac. Marian Radwan, Lublin: Instytut Europy Środkowo-Wschodniej 1998.
- Inwentarz materiałów do dziejów Kościoła katolickiego w Mińskich Archiwach Gubernatorskich, oprac. Marian Radwan, Lublin: Instytut Europy Środkowo-Wschodniej 1998.
- Repertorium wizytacji kościołów i klasztorów w archiwach Petersburskiego Kolegium Duchownego (1797-1914), Lublin: Instytut Europy Środkowo-Wschodniej 1998.
- Kościół w Rosji i na Białorusi w relacjach duszpasterzy (1892-1926), wybór tekstów i oprac. Marian Radwan, Kraków: "SCJ" 1999.
- Kościół katolicki w archiwach departamentu wyznań obcych rosyjskiego MSW: repertorium, Lublin: Instytut Europy Środkowo-Wschodniej 2001.
- Repertorium archiwów archidiecezji mohylewskiej i diecezji mińskiej, Lublin: Instytut Europy Środkowo-Wschodniej 2001.
- Archiwa Diecezji Łucko-Żytomierskiej. Repertorium, Lublin: Instytut Europy Środkowo-Wschodniej 2003.
- Katoličeskaâ Cerkov' nakanune revolûcii 1917 goda: sbornik dokumentov, sost. i otv. red. Marian Radvan, Lûblin: NoKU 2003.
- Kościół greckokatolicki w zaborze rosyjskim około 1803 roku, Lublin: IEŚ-W 2003.
- Carat wobec Kościoła greckokatolickiego w zaborze rosyjskim 1796-1839, Lublin: Instytut Europy Środkowo-Wschodniej 2004.
- Socjografia Kościoła greckokatolickiego na Bracławszczyźnie i Kijowszczyźnie w 1782 roku, oprac. i wydał Marian Radwan, Lublin: Instytut Europy Środkowo-Wschodniej 2004.
- Wizytacje generalne parafii unickich w województwie kijowskim i bracławskim po 1782 roku, oprac. i wydał Marian Radwan, Lublin: TNKUL 2004.
- Zakony męskie na ziemiach zabranych w XIX wieku, Lublin: Instytut Europy Środkowo-Wschodniej 2004.
- Ecclesiastica w Rosyjskim Państwowym Archiwum Historycznym w Sankt Petersburgu, Lublin: Towarzystwo Naukowe Katolickiego Uniwersytetu Lubelskiego Jana Pawła II 2008.